# Hemonia schistacea
Hemonia schistacea är en fjärilsart som beskrevs av Rothschild 1913. Hemonia schistacea ingår i släktet Hemonia och familjen björnspinnare. Inga underarter finns listade i Catalogue of Life.